# آرامو (خواننده)
آرامو (ارمنی: Արամո؛ انگلیسی: Aramo زادهٔ ۲۴ ژانویهٔ ۱۹۶۸) خواننده، نوازنده و بازیگر اهل ارمنستان است. وی از سال میلادی تاکنون مشغول فعالیت بوده است.

## زندگی‌نامه
وی با نام اصلی آرام آورورایی گئورگیان (ارمنی: Արամ Ավրորայի Գևորգյան) در ۲۴ ژانویهٔ ۱۹۶۸ در ایروان به دنیا آمد و از مدرسه شماره ۱۹ نیکول آقبالیان ایروان (۱۹۸۵) انستیتو دولتی هنری و نمایشی ایروان (۱۹۸۹) فارغ‌التحصیل گشت. آوتیک گئورگیان پدر وی بود. اما پطروسیان (خواننده) همسر وی می‌باشد. همچنین برندهٔ جوایزی همچون هنرمند شایسته جمهوری ارمنستان شده است.

## گزیده فیلمشناسی
از فیلم‌ها یا برنامه‌های تلویزیونی که وی در آن نقش داشته است می‌توان به وروگایت، خواهر آبل  اشاره کرد.